# Mónica Dossetti
Mónica Dossetti (Tlaxcala, 3 de octubre de 1966) es una actriz mexicana retirada. 
Inició su carrera artística en la telenovela Volver a empezar, interpretando a la aristocrática y clasista Karla Greta Reyes Retana y de las Altas Torres, papel que mantuvo en la exitosa El premio mayor y su secuela Salud, dinero y amor.

## Filmografía

### Televisión
| Año  | Título            | Papel                 | Notas        |
| ---- | ----------------- | --------------------- | ------------ |
| 2001 | Un mundo raro     | Actriz de televisión  |              |
| 2005 | La moral en turno | Personaje desconocido | Cortometraje |

| Año       | Título                       | Papel                                          | Notas                                                                                                |
| --------- | ---------------------------- | ---------------------------------------------- | --- |
| 1992      | El abuelo y yo               | Mirna                                          | |
| 1993      | Dos mujeres, un camino       | Alicia                                         | |
| 1994-95   | Volver a empezar             | Karla Greta Reyes Retana y de las Altas Torres | |
| 1995      | María José                   | Carla                                          | |
| 1995-96   | El premio mayor              | Karla Greta Reyes Retana y de las Altas Torres | |
| 1997      | Salud, dinero y amor         | Karla Greta Reyes Retana y de las Altas Torres | |
| 1998      | Soñadoras                    | Vanessa                                        | |
| 1999      | Serafín                      | Edith                                          | |
| 2000      | Siempre te amaré             | Rossana Banderas                               | Acreditada como Monica Dossetti                                                                      |
| 2000-07   | Mujer, casos de la vida real | Varios personajes                              | 22 episodios                                                                                         |
| 2000-01   | Carita de ángel              | Lorena Campos                                  | |
| 2001      | Mujer bonita                 | Sandra                                         | |
| 2001      | La intrusa                   | Silvana Palacios                               | |
| 2002      | Cómplices al rescate         | Sonia                                          | |
| 2002      | Así son ellas                | Ivette                                         | |
| 2002-03   | Las vías del amor            | Mariela Andrade                                | |
| 2003      | Velo de novia                | Francisca Rivero                               | |
| 2004      | La Jaula                     | Alicia                                         | Episodio: «La descuartizadora»                                                                       |
| 2006      | La verdad oculta             | Zaida Castellanos                              | |
| 2007      | El Pantera                   | Psicóloga                                      | |
| 2008      | Mujeres asesinas             | Mamá de Martha                                 | Episodio: «Martha, asfixiante»                                                                       |
| 2008      | Mañana es para siempre       | Daniela                                        | |
| 2008      | Las tontas no van al cielo   | Mujer en crisis                                | Invitada                                                                                             |
| 2009      | Adictos                      | Personaje desconocido                          | Temporada 1, episodio 9: «Videojuegos»                                                               |
| 2009      | Camaleones                   | Señora de Díaz                                 | |
| 2009      | La rosa de Guadalupe         | Anastasia                                      | Temporada 2, episodio 14: «Como el sol»                                                              |
| 2009-2010 | Atrevete a soñar             | Doctora Ibarrola                               | |
| 2010      | Soy tu dueña                 | Prostituta #1                                  | 2 episodios: Episodio 97: «Ivana sigue a José Miguel» Episodio 98: «José Miguel en busca de Arcelia» |
| 2011-12   | Dos hogares                  | Belinda                                        | |
| 2012-13   | Porque el amor manda         | Cassandra                                      | |
| 2014-15   | Hasta el fin del mundo       | Adriana Aldama                                 | |